# Yeah Right!
Yeah Right! er en skateboardvideo af Girl Skateboards, instrueret af Ty Evans og Spike Jonze. Den er kendt for sit soundtrack, længde, og sin ekstensive brug af aldrig-set-før (i en skateboardvideo) special effects.
I filmen indgår der en en kort prolog som en hyldest til skateren Keenan Milton, der døde i 2001. Milton var en del af Chocolate Skateboards hold.
I filmen indgår der en cameo med Owen Wilson. Han er på en parkeringsplads med Rick Howard, Eric Koston og Mike Carroll, hvor han forbereder at skulle lave et trick på et gelænder. Ved forsigtigt at frame kameraet, ser det ud som at Wilson forsøger at lave det ekstremt svært trick (en backside bluntslide). Men, mens kameraet filmede mod den modsatte retning i et øjeblik, blev Wilson sat ud af framet og erstattet af Eric Koston, der har en blond paryk på med matchende tøj tilsvarende Wilsons. Koston udfører tricket ned ad gelænderet og Wilson kommer igen ind i billedet efter at Koston lander, for at få det til at se ud til at det ham, der fuldførte tricket.

## Soundtrack
1. Keenan Milton: The Beatnuts featuring Al Tariq – Duck Season
2. Opening Credits: Squeak E. Clean – Martian Sunrise
3. Intro: Dub Diablo – Disco Headache
4. Brandon Biebel: Ghostface Killah – Apollo Kids (Instrumental)
5. Brian Anderson: Interpol – Obstacle 1
6. Crailtap Section: Fatlip feat. Chali 2na – Today's Your Day
7. Marc Johnson: – Intro: Happy Mondays – 24 Hour Party People
8. Marc Johnson: – Joy Division – Love Will Tear Us Apart
9. Chocolate Montage: David Bowie – Fame
10. Gino Iannucci: Guns N' Roses – It's So Easy
11. Owen Wilson: Public Enemy – Terminator X
12. Robbie McKinley: Talib Kweli – Get By (Instrumental)
13. Mike York: Funkadelic – I've Got A Thing, You've Got A Thing, Everybody's Got A Thing
14. Justin Eldridge: The Incredible Bongo Band – Apache
15. Girl Montage: Death In Vegas – Help yourself
16. Paul Rodriguez Jr.: Nas – Get Down (Instrumental)
17. Paul Rodriguez #2: Nas – Made You Look (Instrumental)
18. Jereme Rogers: Michael Jackson – Don't Stop 'Til You Get Enough
19. Mike Carroll: I.M.P. – Frisco

1. Rick McCrank Intro: Ugly Casanova – Diamonds On The Face Of Evil
2. Rick McCrank: Le Tigre – Deceptacon
3. Invisible Board Montage: John Frusciante – Murderers
4. Eric Koston: Frank Black – Los Angeles
5. Outro: Fatboy Slim – Don't Let The Man Get You Down